# Dicerca tuberculata
Dicerca tuberculata är en skalbaggsart som först beskrevs av François Louis Nompar de Caumont de Laporte och Hippolyte Louis Gory 1837.  Dicerca tuberculata ingår i släktet Dicerca och familjen praktbaggar. Inga underarter finns listade i Catalogue of Life.